# Le Breuil (Agonges)
Der Ort Le Breuil war eine ehemals selbständige französische Gemeinde, die 1807 an die Gemeinde Agonges im Département Allier im Norden der Region Auvergne-Rhône-Alpes angeschlossen wurde.

## Geschichte
Seit dem Jahr 1145 gehörte der Ort dem Kloster in Saint-Menoux. 

## Bevölkerungsentwicklung
| Jahr                       | 1793 | 1800 | 1806 |
| Einwohner                  | 104  | 96   | 76   |
| Quellen: Cassini und INSEE |      |      |      |

## Sehenswürdigkeiten
- Ehemalige Kirche St.-Raphael, gotisches Bauwerk
- Schloss, erbaut im 19. Jahrhundert